# Herbert Höbusch
Herbert Höbusch (* 29. Januar 1949 in Gelsenkirchen; † 14. Februar 2014) war ein deutscher Fußballspieler, der für den FC Schalke 04 und den VfB Stuttgart insgesamt 134 Bundesligaspiele bestritt.

## Vereinskarriere
Höbusch kam von seinem Heimatverein SV Rotthausen aus dem gleichnamigen Gelsenkirchener Stadtteil zum FC Schalke 04, bei dem der defensive Mittelfeldspieler an seinem 18. Geburtstag einen Profivertrag unterschrieb. Ab dem 1. Juli 1967 gehörte er zum Bundesligakader der Knappen. Schalkes Trainer Karl-Heinz Marotzke stellte den Neuling gleich am ersten Saisonspieltag, dem 19. August 1967, in die Anfangsformation. Im Spiel in der Glückauf-Kampfbahn beim 3:4 gegen Borussia Mönchengladbach war er einer der besseren Akteure der Heimelf. In der Folge wurde Höbusch Stammspieler und kam in der ersten Saison bei den Blauen auf 31 Einsätze in der Liga sowie zwei Spiele im DFB-Pokal. Während seiner zweiten Spielzeit wurde er zur Bundeswehr eingezogen, außerdem verpasste er einige Spiele aufgrund eines Platzverweises, so dass er nur noch auf 22 Liga-Einsätze kam. Sein letztes Spiel für Schalke war das erste Halbfinalspiel im DFB-Pokal, in dem er am 3. Mai 1969 gegen den 1. FC Kaiserslautern zur Verlängerung eingewechselt wurde.
Nach der Saison wechselte der 20-Jährige zum VfB Stuttgart, wo er am 30. Januar 1971 beim 2:1-Sieg gegen Rot-Weiß Oberhausen sein erstes von drei Bundesliga-Toren erzielte. Vier Jahre blieb Höbusch in Stuttgart; in der Saison 1971/72 stand er in allen Spielen der Schwaben auf dem Platz und wurde nur in vier Partien ausgewechselt. 1973 ging er nach 81 Einsätzen mit drei Toren im Trikot des VfB für eine Ablösesumme von 55.000 DM zum FC Augsburg, mit dem er in seiner ersten Spielzeit Meister der Regionalliga Süd wurde und anschließend drei weitere Saisons in der 2. Liga Süd (84 Einsätze, drei Tore) spielte.
1977 beendete Höbusch seine Fußballerkarriere aufgrund leichter gesundheitlicher Probleme. Er ging zurück ins Ruhrgebiet, wo er anschließend in der Bergbauforschung arbeitete.

## Nationalmannschaft
Höbusch wurde insgesamt 14-mal in Junioren-Nationalmannschaften des DFB eingesetzt. Sein einziger Einsatz in der U-23-Nationalmannschaft war am 3. Juni 1968 die 0:1-Niederlage gegen England in Kassel. Neben Höbusch standen im Team unter anderen Klaus Fichtel, Berti Vogts und Horst Köppel.